# Theodor Hoffmann (Mediziner)

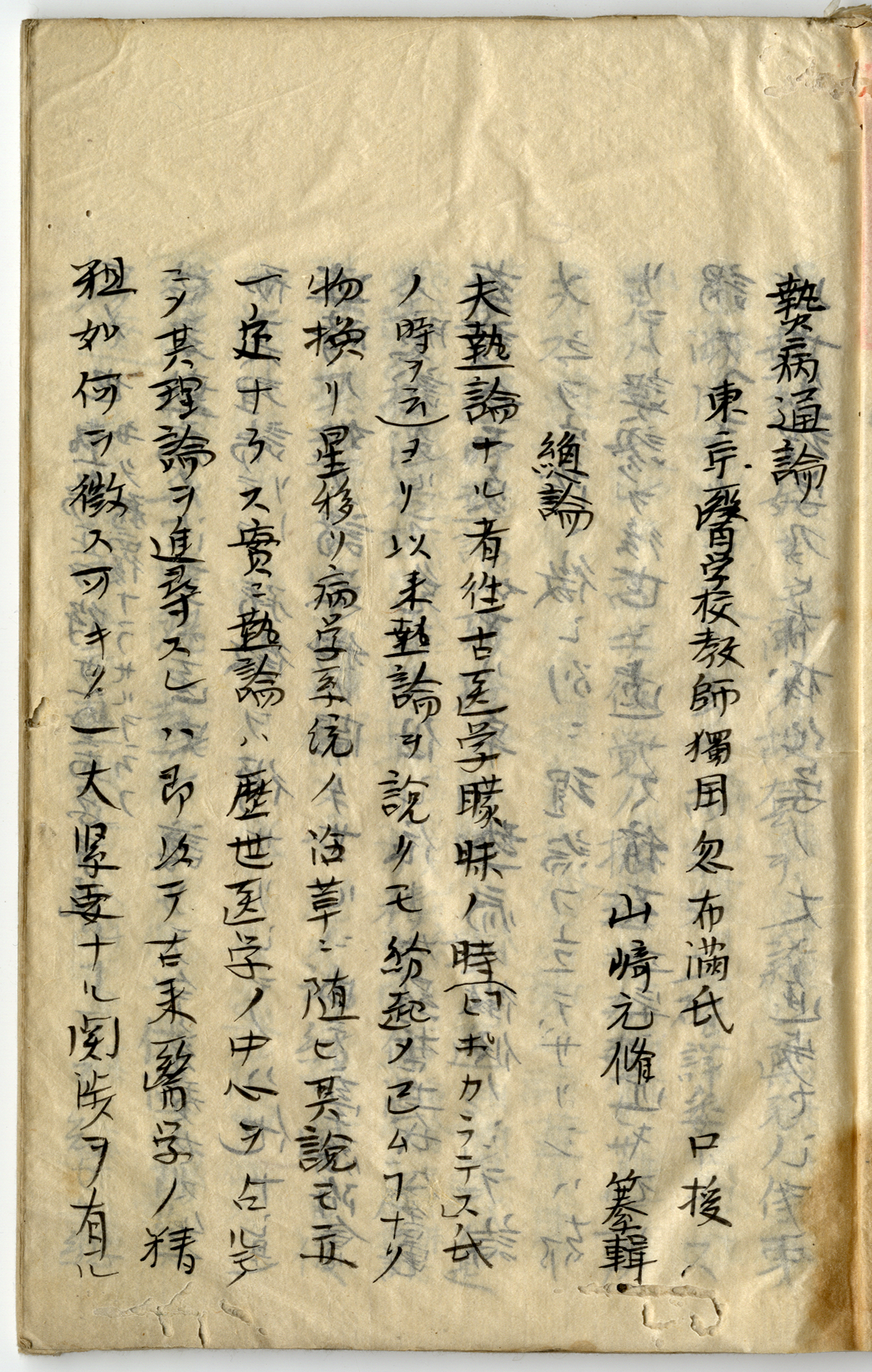
Mitschrift von Hoffmanns Vorlesung über fiebrige Erkrankungen, ins Japanische übersetzt von Yamazaki Genshū

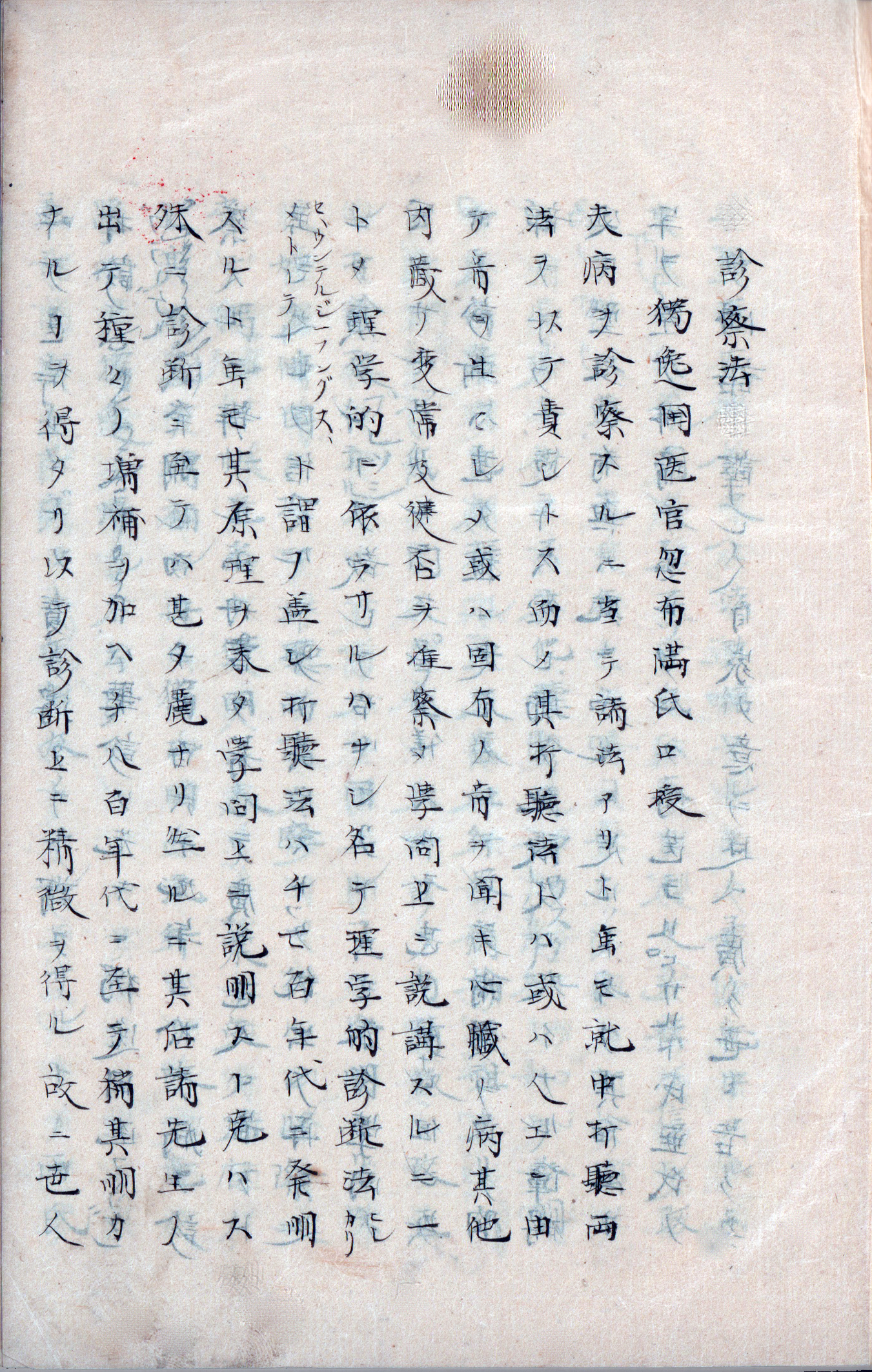
Mitschrift von Hoffmanns Vorlesung über Diagnostik

Theodor Eduard Hoffmann (* 17. Oktober 1837 in Friedeberg, Neumark; † 1. April 1894 in Berlin) war ein deutscher Sanitätsoffizier. Mit dem Militärarzt Benjamin Karl Leopold Müller leitete er nach der Meiji-Restauration den Aufbau der modernen Medizin in Japan ein.

## Hintergrund
Nach dem Sturz der Tokugawa im Jahre 1868 betrieb die neue japanische Regierung mit Macht die Modernisierung des Landes. Wie in vielen anderen wissenschaftlich-technologischen Bereichen kam es auch hinsichtlich der Medizin zu heftigen Auseinandersetzungen, welche der zur Wahl stehenden westlichen Ausbildungssysteme man zum Vorbild nehmen solle. Am Ende dieses Tauziehens folgte die Regierung 1870 dem Memorandum von Sagara Chian für Preußen. Sie bat den preußischen Ministerresidenten Max von Brandt um zwei deutsche Ärzte für die noch junge Medizinschule in Tokyo (Tōkyō Igakkō 東京医学校), eine der zwei Vorläufer der heutigen Universität Tokio. Brandt empfahl der Preußischen Staatsministerium die Entsendung von Militärärzten, weil diese in einer von den Samurai beherrschten Gesellschaft hohes Ansehen genössen und die Aussicht hätten, „in die aristokratischen Kreise gezogen und vielleicht gar Leibärzte seiner Majestät des Tenno zu werden“. Im Mai 1870 fiel die Entscheidung für Leopold Müller und Theodor Hoffmann.

## Leben
Hoffmann wurde 1837 als Sohn eines Gutsbesitzers geboren. Er besuchte die Staatsschule in Friedberg, ab 1852 das Friedrich-Wilhelms-Gymnasium (Posen). Er begann 1858 ein Medizinstudium an der Schlesischen Friedrich-Wilhelms-Universität. 1859 wurde er im Corps Borussia Breslau aktiv. Als Inaktiver wechselte er zwei Jahre später an die Friedrich-Wilhelms-Universität zu Berlin. Sie promovierte ihn am 1. Juli 1862 zum Dr. med.
Ab 1. August jenes Jahres diente er als Einjährig-Freiwilliger in der Preußischen Armee. Im Juni 1863 wurde er als Arzt approbiert und vereidigt. Kurz darauf erhielt er die Qualifikation als Militärassistenzarzt. Er wurde im selben Jahr Assistent von Ludwig Traube, kehrte aber nach drei Jahren auf Wunsch der Familie nach Friedeberg zurück.
Mit dem Ausbruch des Deutschen Krieges trat er wieder in die Armee. Er war zunächst Bataillonsarzt im Altpreußischen Infanterieregiment No. 59, wurde dann aber auf eigenen Wunsch im November zur Preußischen Marine versetzt. Am 16. August 1868 stieg er zum Assistenten des Generalarztes auf. Zum Marinestabsarzt befördert, legte er 1869 das Examen zum Oberstabsarzt ab und wurde er als Dozent an das Medicinisch-chirurgisches Friedrich-Wilhelm-Institut berufen. Dort lernte er Müller kennen. 

### Wirken in Japan
Die Berufung nach Japan geht auf diese Zeit und Müllers Vorschlag zurück. Die Überfahrt nach Japan im Jahre 1871 und die Aktivitäten dort hat Müller später ausführlich geschildert. Leider fand Hoffmann keine Zeit mehr zu einem ähnlichen Rückblick. Dank des Einsatzes dieser beiden Ärzte wurde die Ausbildung von Medizinstudenten von Grund auf reorganisiert und auf eine wissenschaftliche Basis gestellt, die sich an westlichen Standards orientierte.
Hoffmann stand als zweiter Mann im Schatten des älteren und international erfahrenen Müllers, doch leistete er einen gleichermaßen bedeutsamen Beitrag zur Reform des medizinischen Erziehungswesens. Während Müller sich auf die Chirurgie, Geburtshilfe und Augenheilkunde konzentrierte, lehrte Hoffmann vorwiegend Pathologie, Pharmakologie und Innere Medizin. Wie bei Müller wurden auch Hoffmanns Ausführungen Satz für Satz ins Japanische übersetzt und von den Studenten aufgezeichnet. Eine von Yamazaki Genshū redigierte Aufzeichnung der Anatomie-Vorlesungen wurde gedruckt. Einige Bände enthalten auch Vorlesungen Müllers.
Müller führte erstmals in Japan Rippenresektionen und Eiterdrainagen durch. Bei der Behandlung der Beriberi (japan. Kakke), die in Deutschland nicht vorkam, bemerkte er rasch, dass dieses Leiden im Zusammenhang mit dem einseitigen Konsum von geschältem Reis stand. Durch Zugabe von Brot erzielte er erste Heilungserfolge, deren Bedeutung erst später erkannt wurde. Unter Hoffmanns Patienten waren außer dem Mikado auch Saigō Takamori, eine der einflussreichsten Persönlichkeiten jener Jahrzehnte des Umbruchs.
Natürlich engagierte Müller sich in der 1873 in Tokyo gegründeten Deutschen Gesellschaft für Natur- und Völkerkunde Ostasiens. In deren Mittheilungen finden sich einige medizinische Beiträge sowie eine Arbeit über die Herstellung von Sojasoße, Sake und Mirin.
Im August 1874 lief der Dreijahresvertrag von Müller und Hoffmann aus. Verhandlungen über eine Verlängerung und die Arbeitsbedingungen führten zu keiner Einigung. Bis zur Ankunft ihrer Nachfolger Wilhelm Schultze und Agathon Wernich im Frühjahr 1875 führten Müller und Hoffmann den Unterricht fort. Im Frühjahr 1875 gaben sowohl das Unterrichtsministerium wie auch der Meiji-Tennō festliche Abschiedsdiners. Dazu kamen großzügige Geschenke. Am 25. November verließen beide das Land und trafen am 6. April 1876 in Berlin ein.

### Nach der Rückkehr
Hoffmann wurde am 27. April 1876 als Stabs- und Bataillonsarzt im Kaiser Alexander Garde-Grenadier-Regiment Nr. 1 zur Armee zurückversetzt. Am 22. Juni 1882 kam er als Oberstabsarzt 2. Klasse und Garnisonsarzt zur Festung Rastatt. Drei Jahre später, am 17. Dezember 1885, schied er aus dem Dienst aus. Danach praktizierte er als Allgemeinarzt in Rastatt und Davos. Er war Ehrenmitglied seines Corps und starb mit 56 Jahren.
Sein Sohn Bernhard Hoffmann wurde Landrat und Abgeordneter.

## Werke
- Die Heilkunde in Japan und Japanische Ärzte. Mitteilungen der Deutschen Gesellschaft für Natur- und Völkerkunde Ostasiens, Bd. 1 (1873–1876), Heft 1, S. 23–25; (Fortsetzung) Heft 4, S. 9–20.
- Die japanische Kak-ke. Mitteilungen der Deutschen Gesellschaft für Natur- und Völkerkunde Ostasiens, Bd. 1 (1873–1876), Heft 2, S. 16–21.
- Ueber die künstliche Erregung des Abortus in Japan. Mitteilungen der Deutschen Gesellschaft für Natur- und Völkerkunde Ostasiens, Bd. 1 (1873–1876), Heft 4, S. 28–29.
- Große Chiningaben bei chronischer Pneumonie und Lungenblutungen. Mitteilungen der Deutschen Gesellschaft für Natur- und Völkerkunde Ostasiens, Bd. 1 (1873–1876), Heft 4, S. 48.
- Ueber die Bereitung von Shoju, Sake und Myrin. Mitteilungen der Deutschen Gesellschaft für Natur- und Völkerkunde Ostasiens, Bd. 1 (1873–1876), Heft 6, S. 9–11.
- Müller / Hoffmann: Ika zensho. Kaibō hen. Tōkyō : Shimamura Risuke, 1875–1882 (Vorlesungsmitschrift, übersetzt von Yamazaki Genshū) (忽布満・繆爾列兒口授、山崎元脩筆記『医科全書 解剖篇』島村利助、明治８ー１５年), Digitalisat, Tokyo Universität